# Oświetlenie bożonarodzeniowe

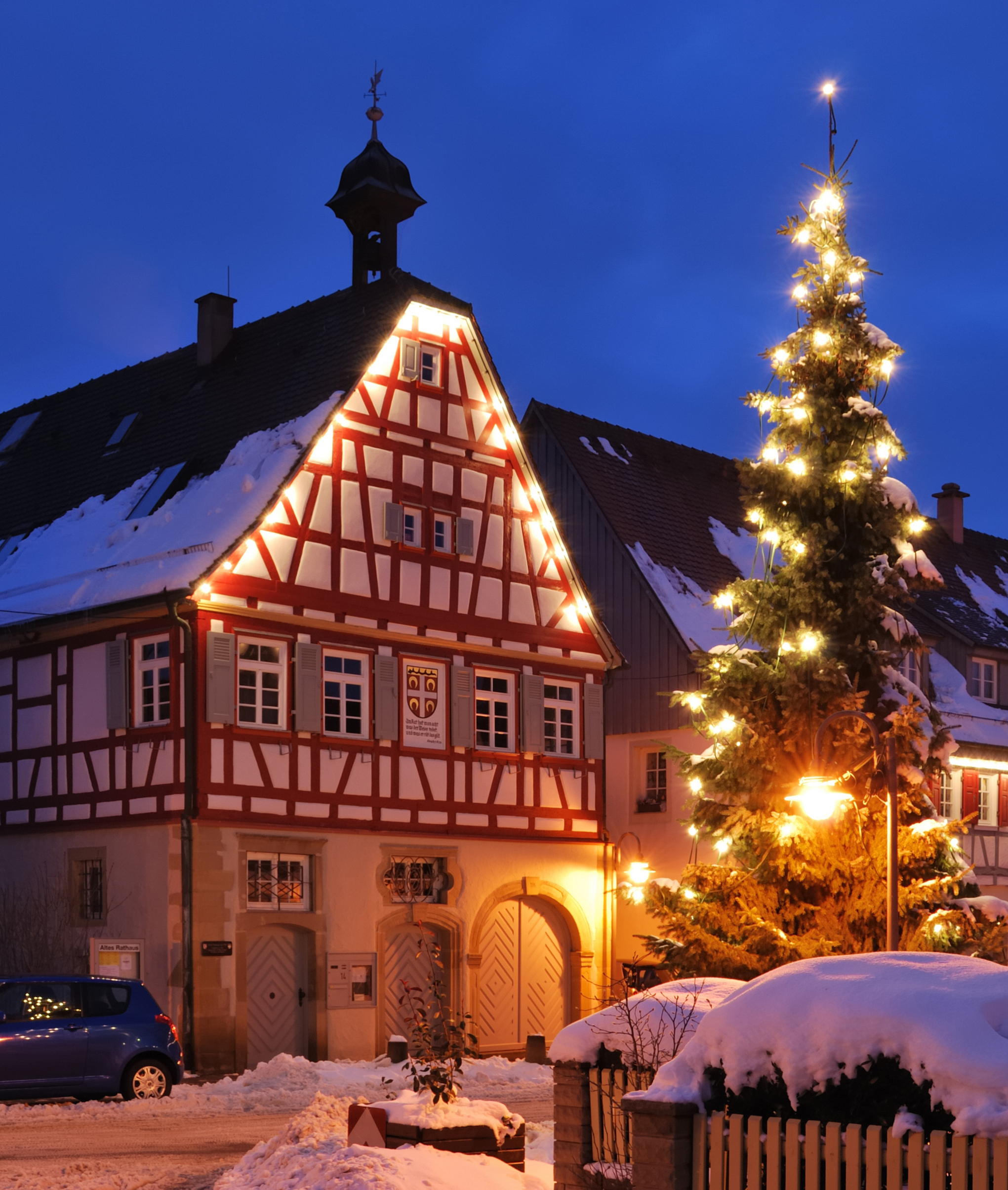
Oświetlenie bożonarodzeniowe

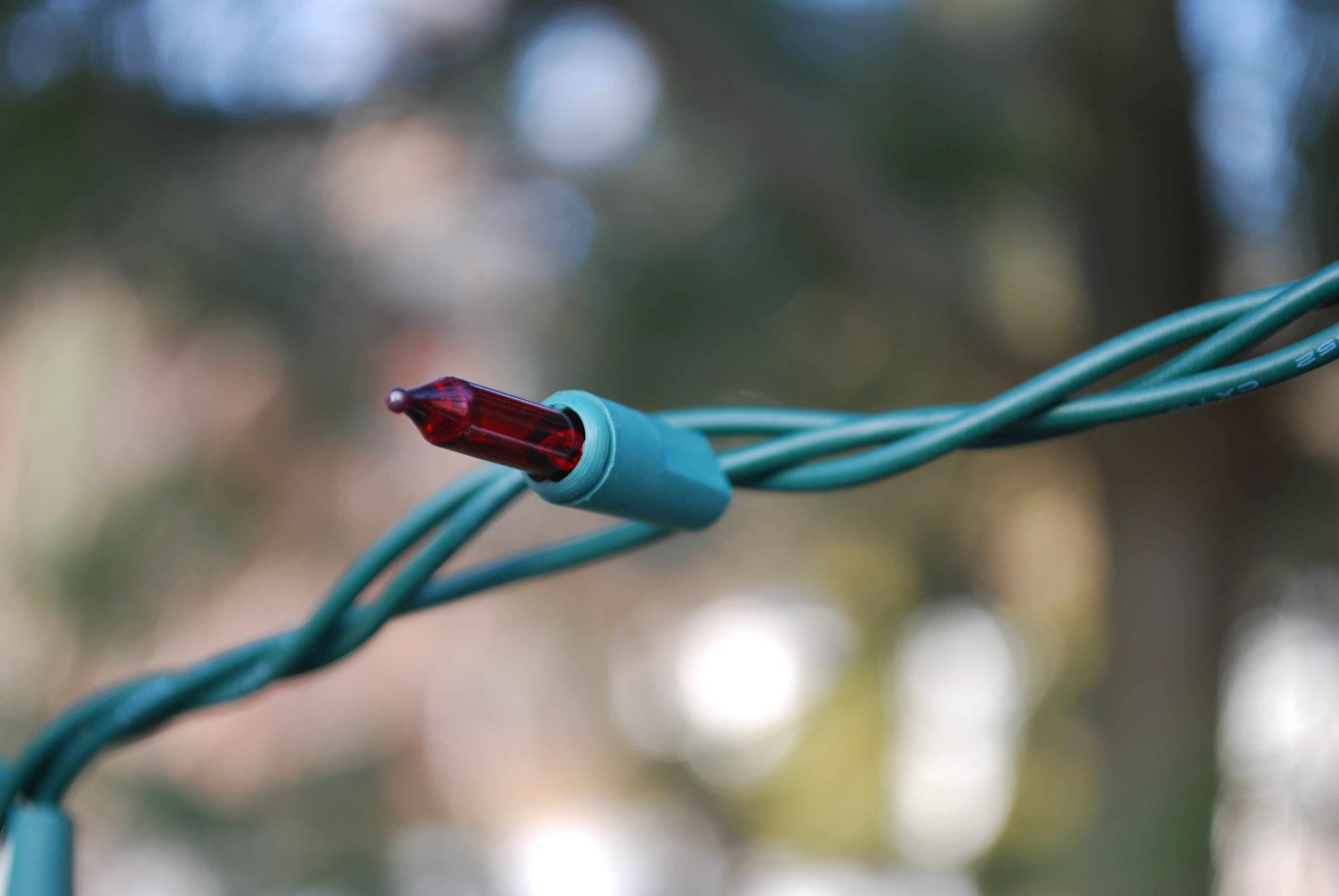
Lampki choinkowe

Oświetlenie bożonarodzeniowe – zwyczaj stosowany w tradycji chrześcijańskiej w okresie bożonarodzeniowym. Oświetlenie bożonarodzeniowe umieszczone jest na budynkach, drzewach oraz na ulicach. W witrynach wielu sklepów również pojawiają się świąteczne światełka. 

## Historia
W połowie XVII wieku ważną rolę pełniły małe świeczki choinkowe, które odlewano z miękkiego wosku. Świeczki symbolizowały gwiazdy, a najwyższa, na czubku drzewka, gwiazdę betlejemską. Początkowo świeczki były przytwierdzane do gałązek kawałkiem drutu, a następnie zastosowano metalowe spinacze, w które wkręcano świeczkę. 
Pierwszy opis drzewka udekorowanego świeczkami umieszczono w średniowiecznym francuskim poemacie "Durmat le Galois". Kolejny opis pochodzi z 1737 roku z Zittau.
Elektryczne oświetlenie na choinkę opatentował w latach osiemdziesiątych XIX wieku słynny wynalazca Thomas Alva Edison. Pierwszym drzewkiem, które było ozdobione lampkami elektrycznymi, była choinka przyjaciela Edisona w Nowym Jorku 22 grudnia 1882 roku. 
Pomysł przyjął się po kilku latach, ponieważ cena lampek była za wysoka. Lampki bożonarodzeniowe od 1890 roku są produkowane na masową skalę. Początkowo zdobyło popularność jedynie w Stanach Zjednoczonych.
W 1895 roku w Białym Domu za prezydentury Grovera Clevelanda pojawiła się choinka oświetlona lampkami elektrycznymi. Dopiero w 1923 roku wprowadzono ceremonię zapalania światełek na choince narodowej USA.